# Type 17 SNCB
La type 17 des chemins de fer belges (SNCB) est une locomotive à vapeur à tender séparé d'inspiration anglaise pour trains directs et express et trains de banlieue de disposition "American" (disposition d'essieux 220) mise en service entre 1898 et 1901.
Elle est issue de la classe 721 "Dunalastair" (en) du Caledonian Railway (en) conçue par l'ingénieur John F. McIntosh (en) et donne naissance aux locomotives des types 14 à 20.

## Genèse
À la fin du XIXe siècle, le matériel moteur des Chemins de fer de l'État belge commençait à souffrir d'une conception archaïque, reposant sur un large foyer Belpaire à fond plat brûlant du charbon tout-venant à faible rendement, requérant une grande surface de grille. Le châssis de ces locomotives, conçues par Alfred Belpaire et L. R. Masui était extérieur, enserrant deux cylindres intérieurs à simple expansion et même les locomotives de vitesse se contentaient d'un seul essieu porteur à l'avant, pourvu d'une boîte d'essieu radiale.
Pour la traction des trains rapides sur les lignes de plaine, l’État belge disposait de deux grandes séries :
- le type 1, de 258 locomotives disposition 120, construites de 1864 à 1883[1] ;
- le type 12, des locomotives plus puissantes de disposition 121 construites de 1888 à 1897 à 115 exemplaires[2].

Les type 1 avaient été évincées des services de première ligne avec l'arrivée des voitures en bois à trois essieux, plus lourdes, tandis que les secondes souffraient de la fragilité de leur foyer débordant aux formes complexes, de la mauvaise stabilité de leur essieu porteur avant au-delà de 90 km/h et d'une chaudière incapable de produire assez de vapeur pour des efforts prolongés. En outre, les dimensions du foyer Belpaire plat employé sur les modèles les plus récents avaient atteint leurs limites et exigeaient fréquemment d'employer deux chauffeurs pour maintenir constamment une couche de charbon sur le feu (la combustion nécessitant une couche d'épaisseur faible). Pour ne rien arranger, le prix du charbon menu — dérisoire dans les années 1860 — connaissait alors une flambée.
Avec la mise à la retraite, puis le décès, d'Alfred Belpaire puis de Masui, leurs successeurs durent réfléchir à une nouvelle génération de locomotives tandis que, dans l'intervalle, la production des anciens modèles se poursuivait avec de timides améliorations. L'augmentation du poids et du nombre des trains — tant de voyageurs que de marchandises — imposait néanmoins de mettre au point de nouvelles locomotives.
À l'étranger, la grande majorité des compagnies ferroviaires faisait désormais appel à des locomotives à foyer profond ou mi-profond, qui bien que plus étroits pouvaient générer un bon rendement et brûler une couche épaisse de charbon. En France, en Angleterre et en Allemagne ainsi qu'aux U.S.A., plusieurs exemples de locomotives compound donnaient également des résultats encourageants, en dépit d'une conception et d'une conduite plus complexe. Enfin, le bogie était en train de s'imposer comme solution pour une marche stable à haute vitesse.
Les briquettes de charbon, un combustible plus cher mais au rendement meilleur, pouvait constituer une alternative sérieuse, bien plus facile à manipuler par les chauffeurs de locomotive.
Prenant le parti de ne pas créer de nouveaux modèles à partir d'une feuille blanche, les ingénieurs et administrateurs s'intéressèrent aux meilleures locomotives européennes pour trains de voyageurs. Présentes aux expositions universelles et dans les revues spécialisées.

## Mise au point

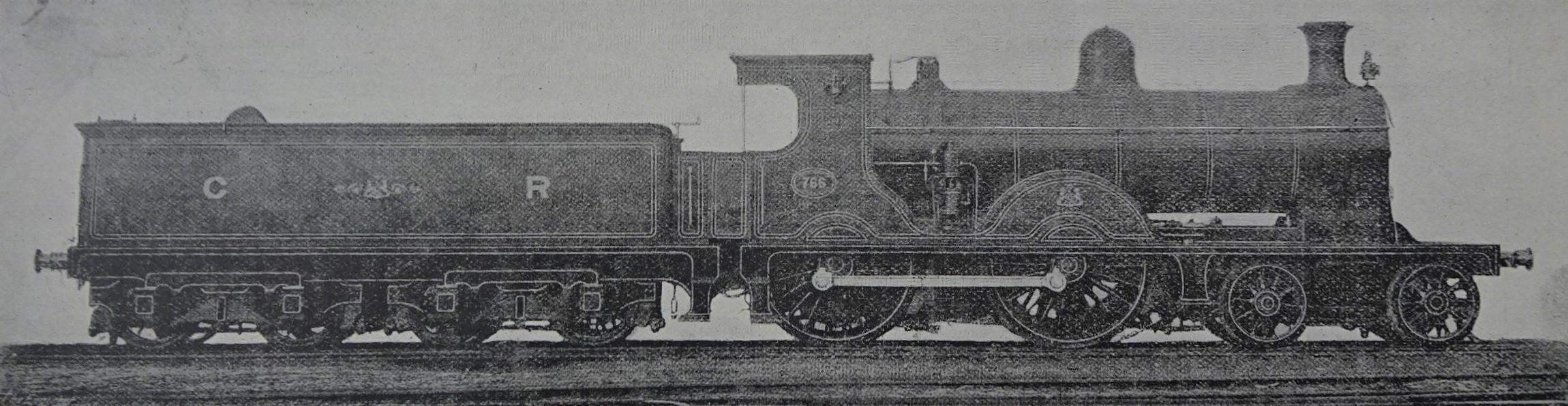
Dunalastair II n°766 du Caledonian Railway.

Une délégation d'ingénieurs belges en Angleterre eut l'occasion d'observer le fonctionnement des locomotives 220 à cylindres intérieurs, en particulier les locomotives de la classe 721 "Dunalastair I" du Caledonian Railway, conçues par John F. McIntosh (en). Sa chaudière de grand diamètre lui conférait une puissance supérieure aux autres modèles de même disposition d'essieux, permettant ainsi de se passer de la double traction dans la course à la vitesse sur le trajet Londres - Édimbourg qui opposait le Caledonian, allié au London and North Western Railway, à une alliance des Great Northern, North Eastern et North British Railway. En Grande Bretagne, les autres compagnies privées s'en inspireront rapidement pour leurs propres modèles, tandis que les Chemins de fer de l’État belge allèrent jusqu'à demander au Caledonian de construire pour la Belgique cinq copies de leurs "Dunalastair II" (classe 766), une variante améliorée apparue en 1897.
La loi britannique interdisant aux Compagnies de produire dans leurs ateliers des locomotives pour d'autres commanditaires, la compagnie autorisa John McIntosh à superviser la construction de ces locomotives par la société privée Neilson, Reid and Company (en), dont les ateliers de Glasgow se trouvaient à proximité de ceux du Caledonian.
Afin de s'assurer du bon fonctionnement de ces nouvelles locomotives sur le sol belge, des briquettes de charbon des charbonnages de Flénu et du Horloz — un combustible inconnu outre-Manche —  ont été exportés afin d'être utilisés en service régulier sur le réseau du Caledonian. Un ingénieur des Chemins de fer de l’État belge, M. Rous-Marten ainsi que du Congrès des chemins de fer, réaliseront de nombreuses observations sur la plate-forme du conducteur de trains Glasgow-Carlisle remorqués par des Dunalastair I et II.

## Caractéristiques
Leurs dimensions sont en tous points identiques avec les "Dunalastair II" écossaises.
De disposition d'essieux 220 "American", elles possèdent un bogie avant non freiné, à châssis intérieur, aux roues de 1 067 mm (3 pieds 6 pouces) avec deux roues motrices de 1 980 mm (6 pieds 6 pouces) encadrant un foyer profond de 948 mm.

### Tenders
Elles sont pourvues d'un tender type 11 du modèle "Caledonian". Ses roues sont les mêmes que celles du bogie de la locomotive, mais les bogies du tender sont à châssis extérieurs. Sa capacité est de 18,9 m3 d'eau et 5,45 t de charbon. Le poids est de 52,45 t en ordre de marche 29 t à vide.
Il s'agit des premiers tenders à bogie construits en série pour les Chemins de fer de l’État belge.

## Services effectués

### Fin de carrière
Lors de la Première Guerre mondiale, 73 type 17 — classées dans le type S 03 des Chemins de fer Prussiens — tombe entre les mains de l'occupant qui les utilisera intensément sans entretien adéquat et fera démolir plusieurs locomotives pour les pièces de rechange ou la ferraille. Les autres seront évacuées en France, où 24 locomotives figurent à l'inventaire en 1917 (comprenant 14 locomotives garées en attente de réparation, parfois de longue date).
Au lendemain du conflit, 51 locomotives sont perdues ou endommagées au-delà de toutes réparation, dont trois des prototypes construits à Glasgow. Les 44 survivantes sont encore à l'inventaire en 1926 lors de la création de la SNCB.
L'arrivée de nombreuses locomotives allemande d'origine armistice 1918, la construction de locomotives neuves après-guerre et l'augmentation du poids des trains déplaceront les locomotives des types 17 et 18 vers des trains omnibus pour lesquelles elles étaient moins adaptées, surtout les type 17, plus anciennes, moins puissantes et handicapées par leur foyer étroit exigeant des briquettes de charbon, plus onéreuses.
Une trentaine sera radiée entre 1927 et 1930, les onze restantes seront numérotées entre 1400 et 1411 en 1931 mais rapidement retirées du service. Les trois dernières disparaissent en janvier 1932. À titre de comparaison, les type 18 termineront leur carrière en 1949.
Quelques tenders à bogies ont été utilisées avec des locomotives à marchandises du type 30 ; leur système d'attelage était incompatible avec les autres locomotives Caledonian de conception belge.